# Зозули (Шишацкий район)
Зозули́ (укр. Зозулі) — село,
Федунский сельский совет,
Шишацкий район,
Полтавская область,
Украина.
Код КОАТУУ — 5325785203. Население по переписи 2001 года составляло 27 человек.

## Географическое положение
Село Зозули находится на расстоянии в 0,5 км от сёл Римиги и Раевка.